# Élesmes
Élesmes és un municipi francès, situat a la regió dels Alts de França, al departament del Nord. L'any 2006 tenia 873 habitants.

## Demografia
| 1962                                       | 1968 | 1975 | 1982 | 1990 | 1999 |
| ------------------------------------------ | ---- | ---- | ---- | ---- | ---- |
| 583                                        | 631  | 699  | 796  | 855  | 852  |
| Des de 1962: població sense dobles comptes |      |      |      |      |      |

## Administració
| Període   | Identitat       | Partit |
| --------- | --------------- | ------ |
| 2001-2008 | Roger Bienfait  |        |
| 2008-     | Jean-Paul Raout |        |